# Halticopterella
Halticopterella is een geslacht van vliesvleugeligen uit de familie Pteromalidae. De wetenschappelijke naam van dit geslacht is voor het eerst geldig gepubliceerd in 1915 door Girault & Dodd.

## Soorten
Het geslacht Halticopterella omvat de volgende soorten:
- Halticopterella burwelli Sureshan, 2001
- Halticopterella longiflagellum Sureshan, 2001
- Halticopterella nigriflagellum Girault, 1915
- Halticopterella rampurensis Sureshan, 2001
- Halticopterella robusta Sureshan, 2001